# Cherāgh Veys
Cherāgh Veys (persiska: چراغ ویس) är en ort i Iran.   Den ligger i provinsen Kurdistan, i den nordvästra delen av landet, 500 km väster om huvudstaden Teheran. Cherāgh Veys ligger 1 691 meter över havet och antalet invånare är 174.
Terrängen runt Cherāgh Veys är kuperad.Runt Cherāgh Veys är det ganska glesbefolkat, med 50 invånare per kvadratkilometer. Närmaste större samhälle är Saqqez, 18,4 km nordost om Cherāgh Veys. Trakten runt Cherāgh Veys består i huvudsak av gräsmarker.